# Pietralunga
Pietralunga là một đô thị ở Tỉnh Perugia trong vùng Umbria, có khoảng cách khoảng 35 km về phía bắc của Perugia. Tại thời điểm ngày 31 tháng 12 năm 2004, đô thị này có dân số 2.343 người và diện tích là 140,2 km².
Pietralunga giáp các đô thị: Apecchio, Cagli, Città di Castello, Gubbio, Montone, Umbertide.